# Konstnärsförbundet

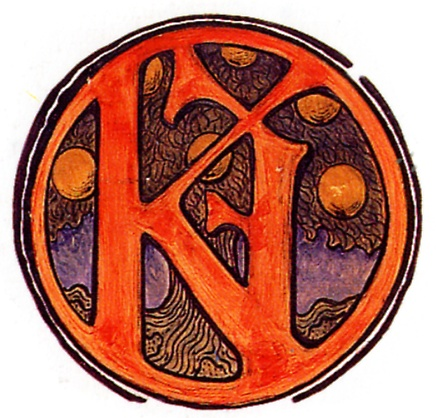
Nils Kreuger, Logo Konstnärsförbundet

Konstnärsförbundet (pol. Związek Artystów) – szwedzki związek artystyczny założony w sierpniu 1886 roku w Göteborgu przez artystów, pozostających w opozycji do Akademii Sztuk Pięknych. Do jego głównych członków należeli: Richard Bergh, Christian Eriksson, Eugène Jansson, Ernst Josephson, Nils Kreuger, Carl Larsson, Bruno Liljefors, Karl Nordström, Georg Pauli, Robert Thegerström i Anders Zorn. Związek został rozwiązany w 1920 roku. 

## Historia
W latach 80. XIX wieku wielu szwedzkich artystów podróżowało do Francji, gdzie na miejscu miało możliwość zapoznania się z aktualnymi prądami artystycznymi (zwłaszcza z impresjonizmem), które następnie zostały przez nich zaadaptowane i spopularyzowane w Szwecji. Ośrodkiem grupującym artystów (nie tylko szwedzkich) było miasteczko Grez-sur-Loing. Ociężałość Akademii Sztuk Pięknych w organizacji wystaw spowodowała, iż szwedzka kolonia artystyczna w Paryżu, postanowiła zorganizować swoją własną wystawę w Sztokholmie. Kwestia ta była omawiana i rozstrzygnięta wiosną 1884 roku, po czym zdecydowano, że pokaz odbędzie się wiosną następnego roku. W listopadzie 1884 władze Akademii Sztuk Pięknych zdecydowały o zorganizowaniu jesienią 1885 roku wystawy jubileuszowej w związku z obchodami 150-letniego istnienia Akademii.

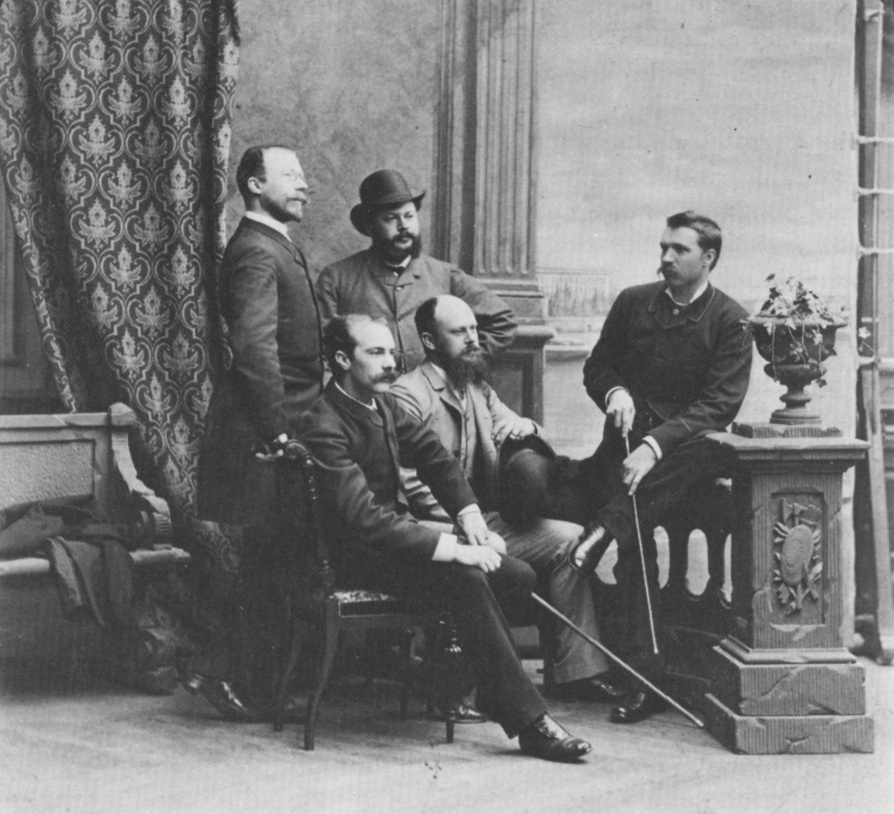
Niektórzy z przywódców Opozycjonistów. Stoją od lewej: Carl Larsson i Ernst Josephson. Siedzą od lewej: Richard Bergh, August Hagborg i Per Hasselberg

W 1885 roku 84 artystów, w tym Ernst Josephson, Karl Nordström i Carl Larsson, przypuściło atak na dogmatyzm Szwedzkiej Akademii Sztuk Pięknych i jej spetryfikowane, omszałe poglądy. Opozycjoniści (szw. Opponentrörelsen) przedstawili długą listę niezbędnych ich zdaniem zmian. Chodziło im między innymi o to, by nauczyciele mieli swoje atelier, aby studenci mogli wybierać nauczycieli, zaś artyści spoza Akademii mogli dostawać granty. Władze Akademii odmówiły nawet dyskusji nad postulatami grupy. W kwietniu 1885 roku w Sztokholmie zorganizowano przełomową (jak się miało okazać) wystawę „Från Seinens strand” (Znad brzegów Sekwany) zorganizowanej przez Opozycjonistów. Ekspozycja miała miejsce w galerii Blanchs konstsalong. Wystawiono 100 obrazów pędzla 18 artystów, wśród których byli między innymi Richard Bergh, Birger, Ekström, Fallstedt, Gegerfelt, Hagborg, Hasselberg, Josephson, Nils Kreuger, Carl Larsson, Bruno Liljefors, Karl Nordström, Pauli, Salmson, Thegerström i Österlind. Niektóre zaprezentowane tam obrazy, jak radykalny Leśna polana, motyw z Grez Karla Nordströma, wzbudził negatywne reakcje krytyków, w tym Carla Ruperta Nybloma. 30 maja 1885 Akademia Sztuk Pięknych odpowiedziała odmownie na list sygnatariuszy, w efekcie czego duża część z nich zrezygnowała z członkostwa w niej i wskutek tego nie mogła uczestniczyć w wystawie jubileuszowej. Wobec tego artyści ci postanowili zorganizować własną wystawę. Wystawa pod nazwą „Opponenternas utställning” („Wystawa Opozycjonistów”) została otwarta 15 września w Blanchs konstsalong. Zaprezentowano na niej 155 dzieł 50 artystów.
Latem 1886 roku artyści obu obozów wzięli udział w wystawie skandynawskiej w Göteborgu. Wobec niemożności porozumienia się z Akademią Sztuk Pięknych opozycjoniści postanowili powołać własny związek. 16 sierpnia 1886 roku w Göteborgu ukonstytuowało się stowarzyszenie artystów znane później jako Konstnärsförbundet. Posiedzenie założycielskie miało miejsce w budynku obecnego hotelu Eggers. Protokolantem był Karl Nordström] (10 lat później został on wybrany przewodniczącym związku i sprawował tę funkcję aż do jego rozwiązania w 1920 roku). Kiedy nowo powstały związek otworzył 8 października tego samego roku w Blanchs konstsalong swoją pierwszą wystawę, opinii krytyki były bardziej wyważone niż w stosunku do poprzednich wystaw artystów wchodzących w jego skład. Jednym z powodów była stosunkowo duża ilość szwedzkich motywów na wystawie, w której wzięło udział 59 artystów prezentujących 150 prac. W 1886 roku związek liczył 92 członków. Konstnärsförbundet miał dwa współdziałające ze sobą zarządy, jeden w Sztokholmie, a drugi w Paryżu (ten ostatni przestał funkcjonować około 1892 roku). Program związku został zawarty w wydanej w 1887 roku broszurze „Hvad bör staten göra för konsten?” („Co państwo powinno zrobić dla sztuki?”), w którym zaproponowano uproszczenie i oszczędności w organizacji szkolnictwa średniego i przeznaczenie większej ilości środków na zakup dzieł sztuki. Jesienią 1888 roku w Blanchs konstsalong miała miejsce następna wystawa związku. 1890 roku odbyła się kolejna wystawa Konstnärsförbundet, a w grudniu tego samego roku powstał nowy, konkurencyjny związek, Svenska Konstnärernas Förening. Liczba członków Konstnärsförbundet wzrosła do 96.

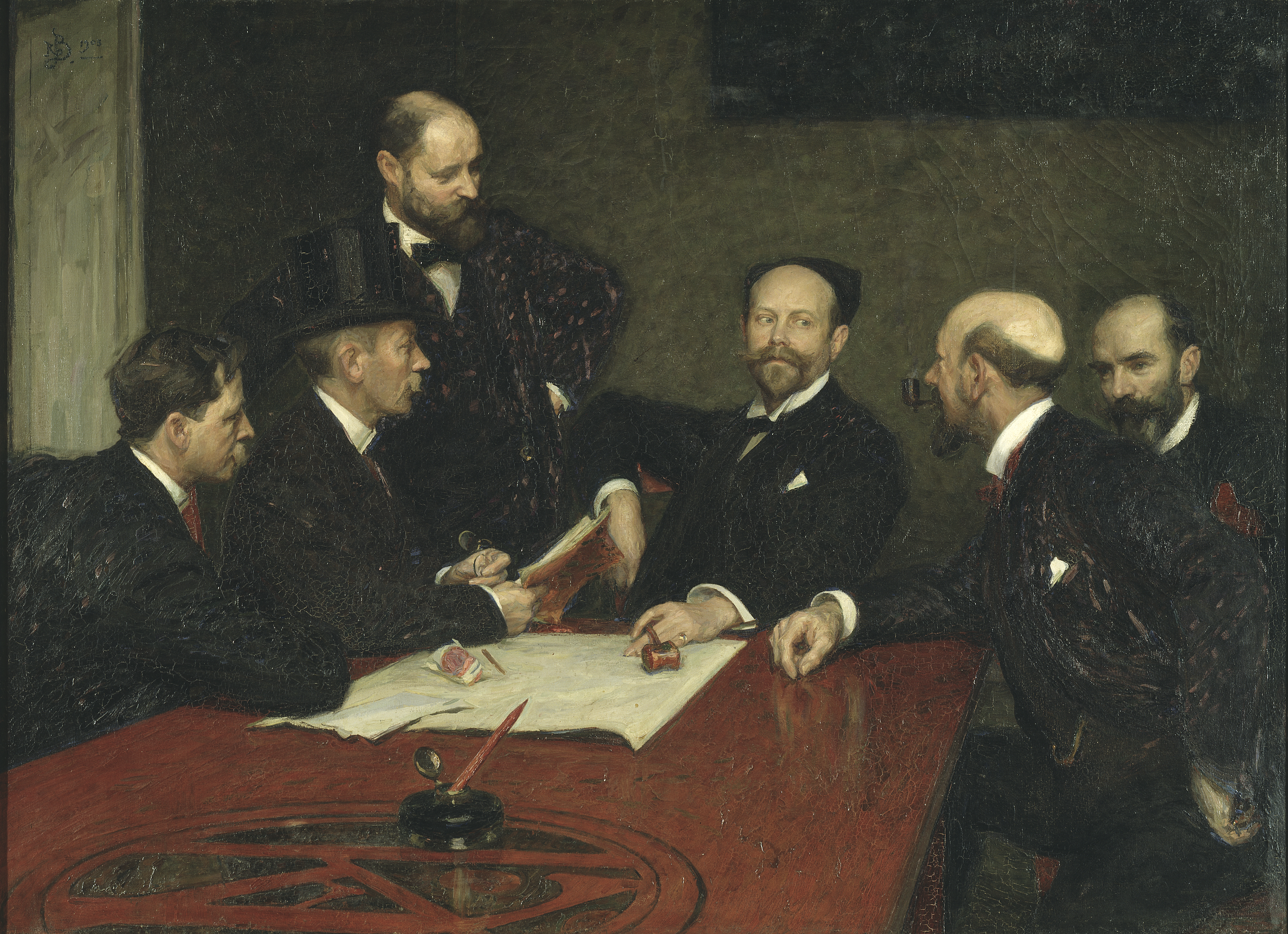
Richard Bergh, Zarząd Konstnärsförbundet, 1903, Nationalmuseum. Od lewej: Christian Eriksson, Eugène Jansson, Nils Kreuger (stoi), Karl Nordström (przewodniczący), Robert Thegerström i Richard Bergh

W 1891 roku doszło do rozłamu w Konstnärsförbundet. Odszedł jego przewodniczący, Georg Pauli, a zastąpił go Richard Bergh. Wiceprzewodniczącym został Per Hasselberg, a sekretarzem Karl Nordström. Ponieważ Konstnärsförbundet postanowił nie brać więcej udziału w wystawach organizowanych przez Svenska Konstnärernas Förening, wielu jego członków, w tym Georg Pauli i Carl Larsson, postanowiło odejść. W efekcie rozłamu liczba członków Konstnärsförbundet spadła do 29 w 1900 roku i 21 w 1910. 
Wiosną 1895 roku odbyła się w Sztokholmie wiosenna wystawa Konstnärsförbundet.
W 1896 roku przewodniczącym związku został Karl Nordström, a wiceprzewodniczącym Richard Bergh. Kolejne wystawy związku miały miejsce w latach 1898, 1899, 1900, 1901 (wszystkie w Sztokholmie), w 1903 w Kopenhadze, 1910 (w Berlinie), 1911 (w Göteborgu), 1912 (Wystawa Olimpijska w Paryżu), 1915 (w Sztokholmie, po raz pierwszy we własnym lokalu AB Konstwerk przy Strandvägen 27) i 1916 (w nowo otwartej galerii Liljevalchs konsthall, wystawa Konstnärsförbundet i De Unga).
W 1920 roku Konstnärsförbundet został rozwiązany, ponieważ, według komunikatu jego przewodniczącego, Karla Nordströma, nie był już w stanie „służyć swemu celowi tak, jak tego zwykło się od niego wymagać”.

## Działalność edukacyjna
W 1891 roku związek założył własną szkołę artystyczną, działającą w latach 1896, 1899–1901 i 1905–1908. Jej wykładowcami byli między innymi Richard Bergh, Per Hasselberg, Anders Zorn, Christian Eriksson, Karl Nordström, Eugène Jansson, Nils Kreuger, Robert Thegerström oraz Knut Kjellberg (wykłady z anatomii). W ostatnim kursie uczestniczyło 31 mężczyzn i 9 kobiet (niektórzy z byłych studentów zadebiutowali przed publicznością na wystawie „De ungas utställning”, zorganizowanej wiosną 1909 roku).

## Działalność publicystyczna
W latach 1902–1904 związek wydawał własne czasopismo Konstnärsförbundets årshäfte (z rysunkami oraz tekstami Richarda Bergha, Karla Nordströma i innych), a poszczególni jego członkowie publikowali własne teksty na temat działalności związku: Richard Bergh – Hvad vår kamp gällt  (1905) i Georg Pauli – Konstnärsförbundet" (i Ord och bild) (1905).